# 宾从县
宾从县，中国古县名。
唐武德五年（622年）置，在今河北省滦河上游一带，后侨治营州（治今辽宁朝阳市）境，为鲜州治。万岁通天元年随州移治青州（治今山东青州市）境，神龙初又移治幽州潞县之古县城（今河北三河市西南）。五代晋废。